# Nishikant Kamat
Nishikant Kamat (Bombay, 17 de junio de 1970 – Hyderabad, 17 de agosto de 2020) fue un cineasta y actor indio.

## Biografía

### Carrera cinematográfica
Su película debut, Dombivali Fast, le valió premios y reconocimientos en la industria cinematográfica maratí, convirtiéndose en una de las películas más importantes del año en ese idioma. Dirigió una nueva versión del filme en idioma tamil con R. Madhavan como protagonista. Siguió ligado con la escena maratí apareciendo en la película Saatchya Aat Gharat (2004).
Su debut en la industria de Bollywood como director se presentó en 2008 con Mumbai Meri Jaan, rodada en idioma hindi. En 2016 interpretó el papel del personaje antagónico en la película de acción Rocky Handsome.

### Enfermedad y fallecimiento
En julio de 2020 fue ingresado a un hospital de Hyderabad por complicaciones con cirrosis hepática. Falleció a causa de esta enfermedad el 17 de agosto de 2020 a los cincuenta años.

## Filmografía

### Cine
| Año  | Título              | Idioma | Director | Escritor | Actor | Notas                    |
| ---- | ------------------- | ------ | -------- | -------- | ----- | ------------------------ |
| 2004 | Hava Aney Dey       | Hindi  |          |          | Sí    |                          |
| 2004 | Saatchya Aat Gharat | Maratí |          | Sí       | Sí    |                          |
| 2005 | Dombivali Fast      | Maratí | Sí       |          |       |                          |
| 2007 | Evano Oruvan        | Tamil  | Sí       |          |       |                          |
| 2008 | Mumbai Meri Jaan    | Hindi  | Sí       |          |       |                          |
| 2011 | 404 Error Not Found | Hindi  |          |          | Sí    |                          |
| 2011 | Force               | Hindi  | Sí       |          |       |                          |
| 2014 | Lai Bhaari          | Maratí | Sí       |          |       |                          |
| 2015 | Drishyam            | Hindi  | Sí       |          |       |                          |
| 2016 | Rocky Handsome      | Hindi  | Sí       |          | Sí    |                          |
| 2016 | Madaari             | Hindi  | Sí       |          |       |                          |
| 2017 | Fugay               | Maratí |          |          | Sí    |                          |
| 2017 | Daddy               | Hindi  |          |          | Sí    | Inspector Vijaykar Nitin |
| 2017 | Julie 2             | Hindi  |          |          | Sí    | Mohit                    |
| 2018 | Bhavesh Joshi       | Hindi  |          |          | Sí    |                          |

### Televisión
- The Final Call - Productor creativo
- Rangbaaz Phirse - Productor creativo